# Kanton Mauguio
Mauguio is een kanton van het Franse departement Hérault. Het kanton maakt deel uit van het arrondissement Montpellier.

## Gemeenten

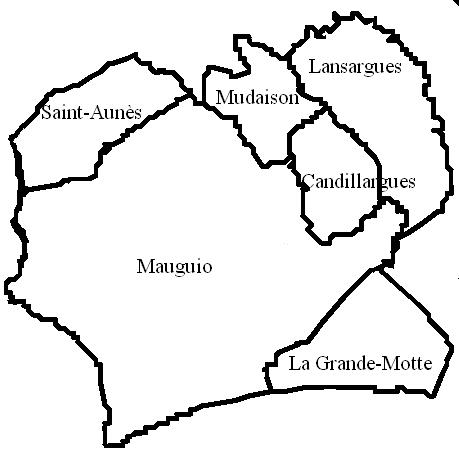
Ligging van gemeenten in het kanton tot 2014

Het kanton Mauguio omvatte tot 2014 de volgende gemeenten:
- Candillargues
- La Grande-Motte
- Lansargues
- Mauguio (hoofdplaats)
- Mudaison
- Saint-Aunès

Bij de herindeling van de kantons door het decreet van 26 februari 2014, met uitwerking op 22 maart 2015, werden daar volgende 2 gemeenten aan toegevoegd:
- Palavas-les-Flots
- Valergues